# ذخیره‌گاه طبیعی اوسورینسکی
ذخیره‌گاه طبیعی اوسورینسکی (انگلیسی: Ussurisky Nature Reserve) یک پارک و ذخیره‌گاه طبیعی در سرزمین پریمورسکی کشور روسیه است.